# Саладжури
Саладжури (груз. სალაჯური) — село в Грузии, в муниципалитете Душети края Мцхета-Мтианети. 

## География
Село расположено в северной части края, в 64 километрах по прямой к северо-западу от центра муниципалитета Душети. Высота центра — 1280 метров над уровнем моря.

## Население
По данным переписи населения 2014 года, в селе проживало 38 человек.
| Год  | Население | Мужчины | Женщины |
| ---- | --------- | ------- | ------- |
| 1926 | 90        | 43      | 47      |
| 2002 | 54        | 24      | 30      |
| 2014 | 38        | 20      | 18      |